# Маренгольц Михайло Антонович
Михайло Антонович Маренгольц (Марієнгольц) (1895 — ?) — український радянський державний діяч, голова Запорізької міської ради.

## Життєпис
Робітник-слюсар. Змалку працював на різних заводах у місті Олександрівську, зокрема на заводі № 6.
Служив у російській царській армії. Після демобілізації вступив на роботу до карного відділу. Під час громадянської війни один місяць служив у автомайстерному загоні Білої гвардії.
З 1920 року — завідувач біржі праці у місті Олександрівську. З 1921 року — завідувач підвідділу комісії по боротьбі з дезертирством у місті Олександрівську (Запоріжжі).
Член РКП(б) з червня 1921 року.
З 25 вересня 1923 року — секретар осередку КП(б)У типографії «Комунар» у місті Запоріжжі.
У 1923 — 12 травня 1924 року — завідувач відділу праці Запорізького окружного комітету КП(б)У; завідувач інспектури праці Запорізького окружного виконавчого комітету.
З 12 травня 1924 року — помічник прокурора Запорізької окружної прокуратури.
У 1926—1927 роках — секретар Гуляйпільського районного комітету КП(б)У.
29 вересня 1927 — 3 вересня 1929 року — голова Запорізької міської ради.
З листопада 1929 року — директор Хортицької машино-тракторної станції. До січня 1933 року — член пленуму Запорізького міського комітету КП(б)У. Потім вибув за межі Запоріжжя.
Подальша доля невідома.